# Bouleternère
Bouleternère en idioma francés y oficialmente, Bulaternera en idioma catalán (antiguamente Bula de Terranera y Bula d'Avall), es una localidad  y comuna, situada en el departamento de los Pirineos Orientales en la región de Occitania y la comarca histórica del Rosellón, más concretamente en la subcomarca de Aspres en Francia.
A sus habitantes se les conoce por el gentilicio Bouleternérois en francés o bulatenc, bulaternerenc o bulanenc en catalán.

## Geografía

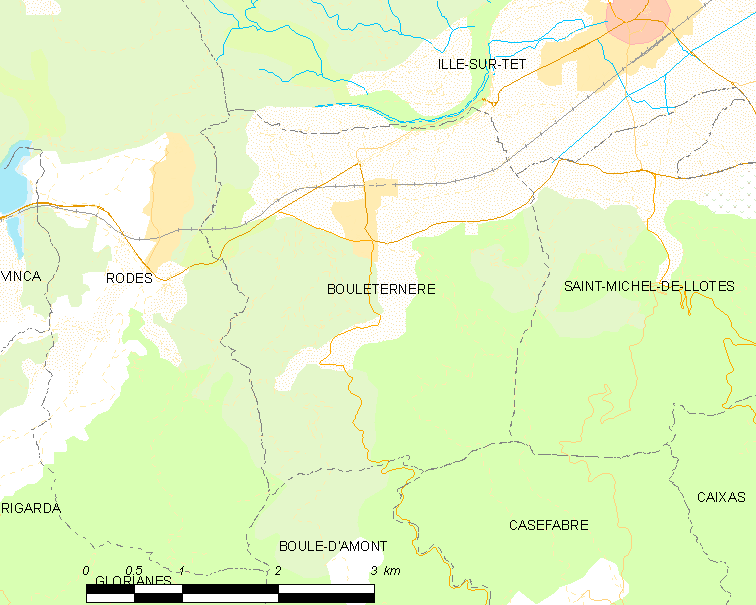
Situación de Bouleternère

## Historia
En 1891, un incendio provocado por un rayo va destruir parte de la iglesia de San Sulpicio.

## Demografía
| 818 | 885 | 739 | 728 | 625 | 643 |
| Para los censos de 1962 a 1999 la población legal corresponde a la población sin duplicidades (Fuente: INSEE [Consultar]) |     |     |     |     |     |

(Población sans doubles comptes según la metodología del INSEE).

## Lugares de interés
- Capilla de Sainte Anne
- San Sulpicio de Bulaternera, del siglo XI.